# Freiheitsdenkmal (Trujillo)

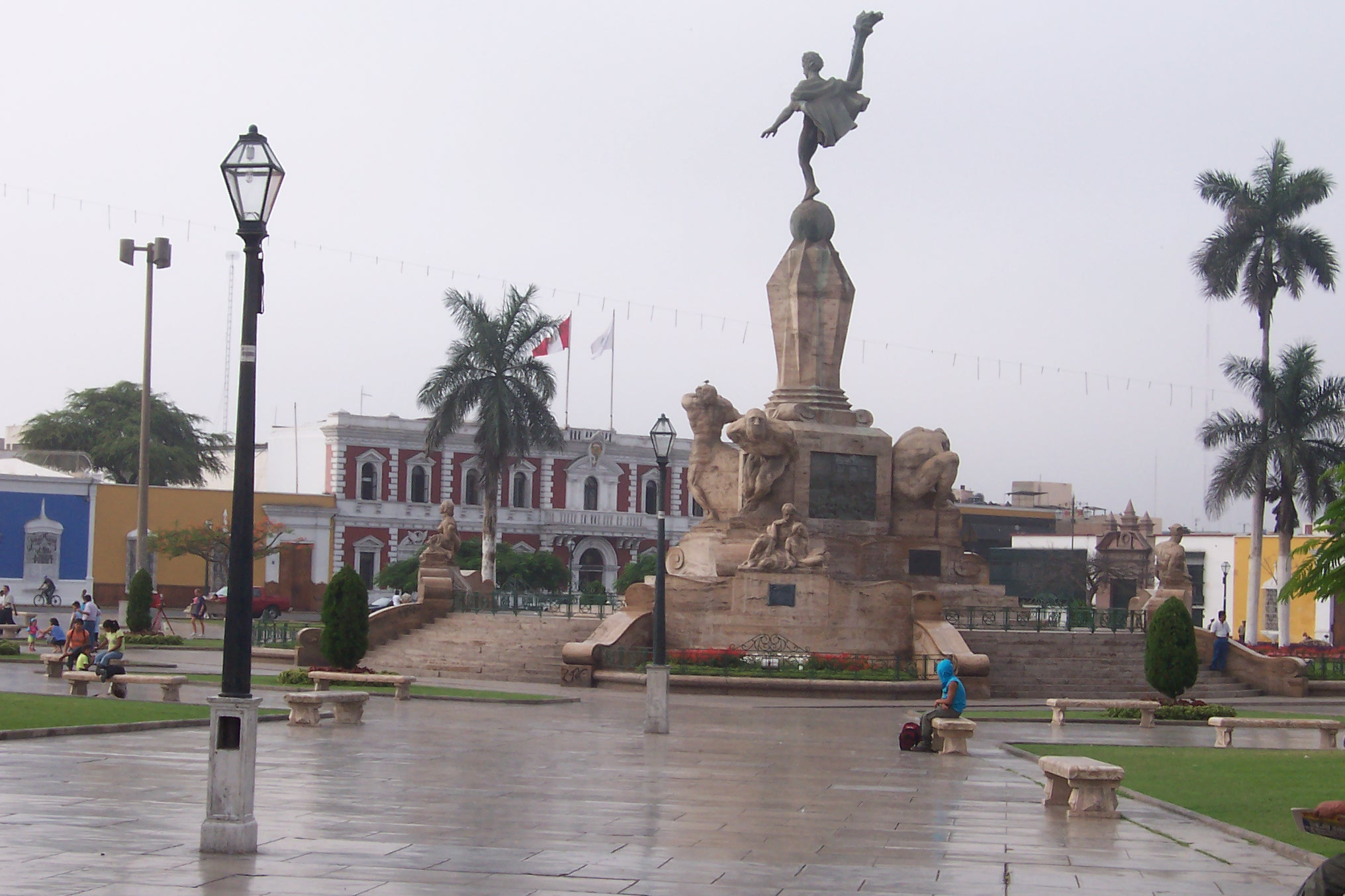
Freiheitsdenkmal auf dem Hauptplatz von Trujillo (Peru)

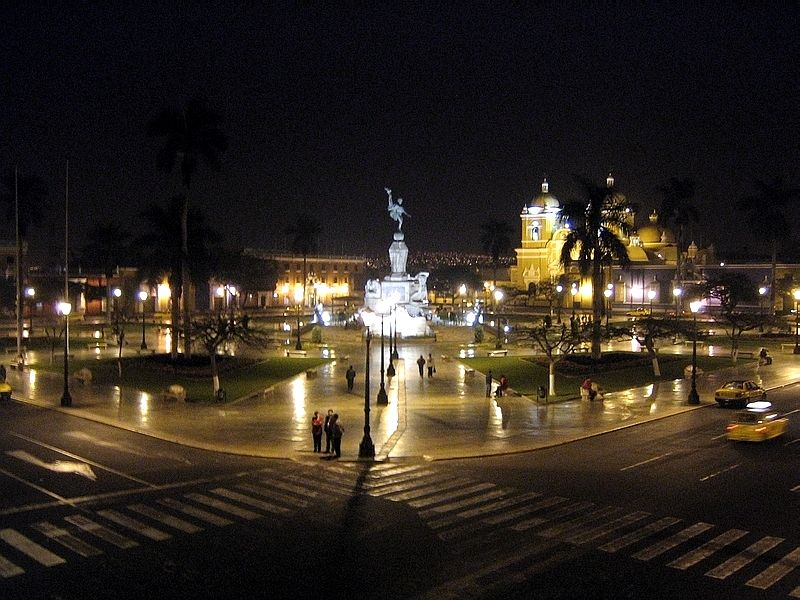
Die Plaza de Armas mit beleuchtetem Freiheitsmonument

Das Freiheitsdenkmal (spanisch: Monumento a la Libertad) befindet sich in der Mitte der Plaza de Armas von Trujillo in Peru. Es wurde vom Dresdner Bildhauer Edmund Moeller geschaffen.

## Geschichte
Anlässlich des einhundertsten Jahrestages der Unabhängigkeit Trujillos vom spanischen Vizekönigreich Peru nach der Expedition von San Martín 1820 bis 1822 wurde 1920 eine internationale Ausschreibung für die Errichtung eines Denkmals ausgelobt, bei der sich der Entwurf des Deutschen Edmund Moeller aus 104 eingereichten Entwürfen durchsetzen konnte. Baubeginn war 1925, die Einweihung fand nach über vierjähriger Bauzeit am 4. Juli 1929 statt. Das Monumento a la Libertad gilt als Moeller's wichtigstes Werk, für das er  von der peruanischen Regierung den höchsten peruanischen Staatspreis, den Orden El Sol del Perú erhielt.
Das Preisgeld der Jury betrug 1000 Peruanische Pfund, die 10.000 Soles de Oro entsprachen. Die Gesamtkosten beliefen sich auf 250.000 Soles de Oro.

## Gestaltung
Auf einer Granitbasis baut sich der 30 Meter hohe und 25 Meter breite Memorialbau aus drei Stufen, gestaltet aus Travertin, auf: Die erste besteht aus einer kreisförmigen Plattform, dem Postament, mit Sockeln für Skulpturen, die symbolisch Kunst, Wissenschaft, Landwirtschaft, Handel und Gesundheit darstellen. Die zweite Abteilung besteht aus drei robusten Bildsäulen: Eine Bildsäule eines zusammengekauerten Mannes symbolisiert die Sklaverei. Die zweite Figur erhebt sich nach vorne, die Hände im Rücken gebunden, den Kampf um die Freiheit symbolisierend. Die dritte Bildsäule stellt einen aufrecht stehenden Mann dar, einen Arm ausgestreckt und eine Faust bildend, der die Befreiung symbolisiert.
In den Korpus sind Gedenktafeln eingelassen: die erste dieser Bronzereliefs stellt die Ausrufung der Unabhängigkeit von Trujillo durch José Bernardo de Tagle Portocarrero am 29. Dezember 1820 dar; die zweite Tafel gedenkt der Schlacht von Junín am 6. August 1824, und die dritte Tafel gedenkt der entscheidenden Schlacht von Ayacucho am 9. Dezember 1824.
Die Statue auf der Spitze steht auf einer Weltkugel und hält in der rechten Hand eine Freiheitsfackel.
Die bildhauerischen Arbeiten und die Ausgestaltung fanden in Sachsen statt, die monumentalen Teile wurden dann über Bremerhaven nach Trujillo verfrachtet, was zu einem zweijährigen Aufenthalt Moellers in Peru führte.
Die Plaza de Armas ist der Hauptplatz Trujillos und Anziehungspunkt für Touristen.